# Oetz
Oetz falu Ausztriában, Tirol tartományban az Ötz-völgy alsó szakaszán fekszik, Innsbrucktól kb. 50 km-re nyugatra. Lakossága 2247 fő (2009). Polgármestere Hansjörg Falkner (ÖVP). A település közelében fekszik a Piburger-see, Tirol legmelegebb vizű tava. Népszerű hely a turisták és a vadvízi evezősök körében. A falu első írásos említése 1266-ból származik „Ez” néven.

## Látnivalók
- Szent György-templom
- Toronymúzeum

Habicher See
Hochoetz-Widiversum
Piburger See